# 首钢园

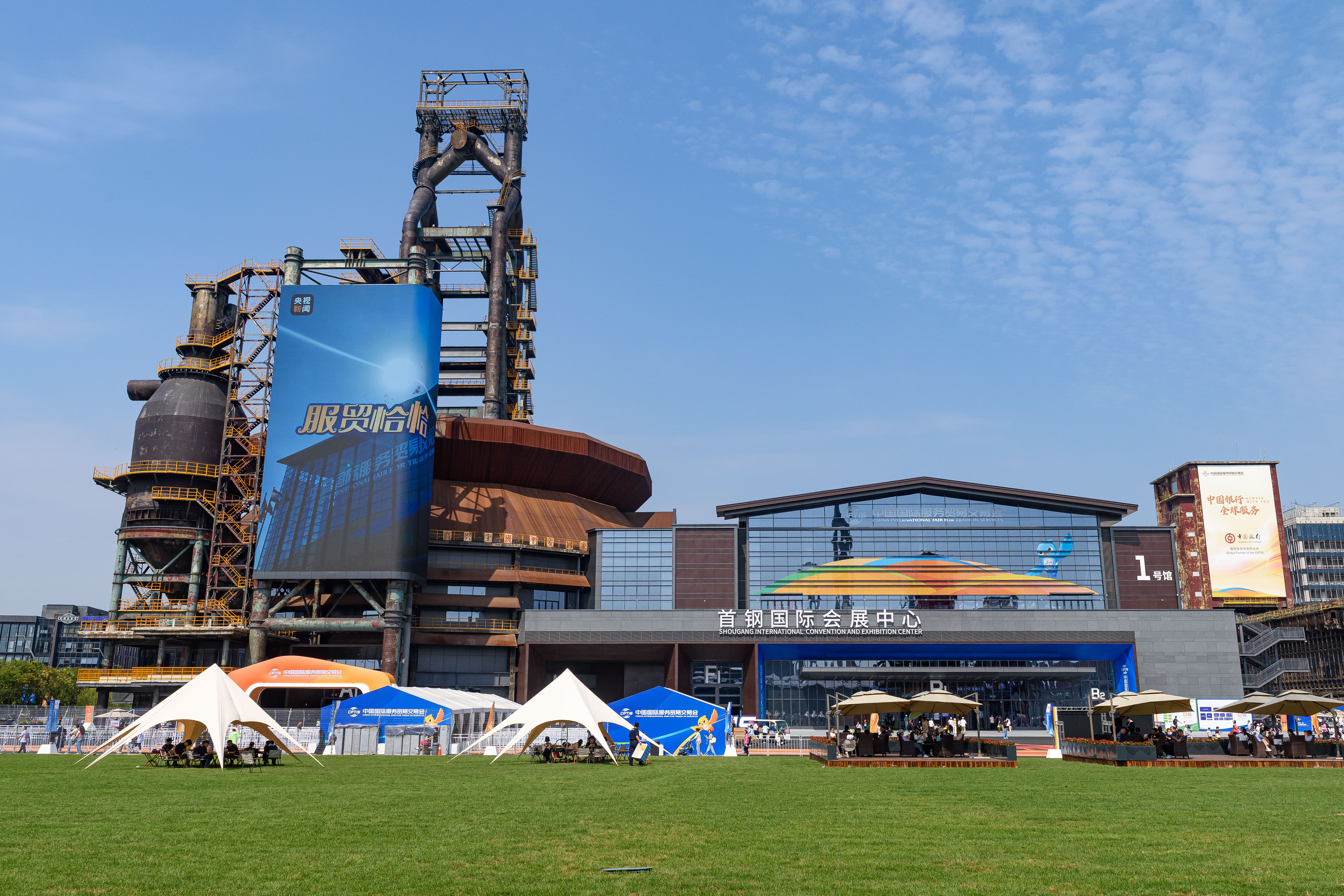
由四高炉改造而成的首钢国际会展中心

首钢园于2020年5月建成，位于中国北京市石景山区。由首都钢铁厂改造而成。
2011年1月13日，首钢石景山厂区钢铁主流程停产，同年4月，在2007版《首钢工业区改造规划》基础上制订的《新首钢高端产业综合服务区规划》征求意见稿公布，2011年8月通过规划公示。2012年4月，新首钢高端产业综合服务区控制性详细规划获批。2013年2月21日，因应长安街西延工程启动，新首钢高端产业综合服务区发展建设领导小组第一次会议作出决议，将1992年建成的首钢厂东门异地迁建。同年10月，位于首钢老厂区最北端的西十筒仓改造项目一期工程启动，成为首钢园区启动建设的首个项目。
其中的首钢滑雪大跳台是2022年冬季奥林匹克运动会的比賽場地。 
2022年2月22日，首钢园恢复对外预约开放。